# Nicole Oude Luttikhuis
Nicole Oude Luttikhuis (* 26. Dezember 1997 in Harbrinkhoek) ist eine ehemalige niederländische Volleyball-Nationalspielerin. Die Außenangreiferin nahm mit der Nationalmannschaft an der Weltmeisterschaft teil. Von 2019 bis 2021 spielte sie beim deutschen Bundesligisten SSC Palmberg Schwerin.

## Karriere
Oude Luttikhuis interessierte sich sportlich zunächst für Turnen, bevor sie sich für Volleyball entschied. Sie begann ihre Karriere in ihrer Heimatstadt bei VV Krekkers. Im Alter von zwölf Jahren wurde sie bei einem Turnier in Borne von einem Scout entdeckt und kam so zum Talent Team Papendal nach Arnhem. In der Juniorinnen-Nationalmannschaft spielte Oude Luttikhuis erstmals international. 2013 nahm sie mit dem niederländischen Nachwuchs am EYOF-Turnier teil und erhielt eine Auszeichnung als beste Mittelblockerin. 2015 wurde sie erstmals in die A-Nationalmannschaft berufen, mit der sie bei den Europaspielen in Baku spielte. Im gleichen Jahr wechselte Oude Luttikhuis zum Erstligisten Eurosped TVT Almelo. Mit dem Verein gewann sie in der Saison 2015/16 den nationalen Pokal. Als eines der besten niederländischen Talente wurde sie für den Ingrid-Visser-Preis nominiert.
2016 wurde Oude Luttikhuis, die mittlerweile als Außenangreiferin spielt, vom deutschen Bundesligisten Ladies in Black Aachen verpflichtet. Mit dem Verein erreichte sie in der Saison 2016/17 jeweils das Viertelfinale in den Bundesliga-Playoffs und im DVV-Pokal 2016/17. Ein Jahr später wurde sie mit Aachen Dritte in der deutschen Meisterschaft. Mit der Nationalmannschaft belegte sie bei der Weltmeisterschaft 2018 den vierten Rang. In der Saison 2018/19 erreichte sie im DVV-Pokal 2018/19 und in den Bundesliga-Playoffs jeweils das Halbfinale. Außerdem spielte sie im Challenge Cup. Danach wechselte sie zum SSC Palmberg Schwerin. 2019 nahm sie mit den Niederlanden an der Nations League und am World Cup teil. Im DVV-Pokal 2019/20 kam sie mit Schwerin ins Halbfinale. Als die Bundesliga-Saison kurz vor den Playoffs abgebrochen wurde, stand die Mannschaft auf dem ersten Tabellenplatz. Auch in der Saison 2020/21 spielte Oude Luttikhuis in Schwerin. Sie gewann den DVV-Pokal und erreichte erneut das Playoff-Halbfinale der Bundesliga. Anschließend wechselte sie zum französischen Erstligisten Levallois Sporting Club. 2023 schloss sie sich dem Schweizer Verein Sm’Aesch Pfeffingen an, wo sie 2024 ihre Karriere beendete.